# 邓六金
邓六金（1911年9月1日—2003年7月16日），女，福建上杭人，中华人民共和国政治人物，曾任第五届全国政协委员。

## 家庭
丈夫：曾山。
兒子：曾庆红、曾庆淮、曾庆洋。
女兒：曾海生。
孙女：曾宝宝。
曾孙：曾岳琦。